# Taher
Taher là một đô thị thuộc tỉnh Jijel, Algérie. Dân số thời điểm năm 2002 là 67.095 người.

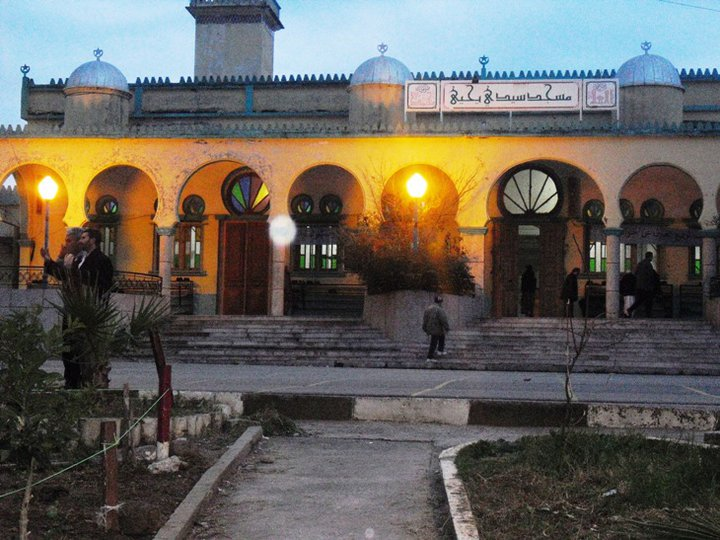
Sidi Yahia Mosque in downtown of Taher.
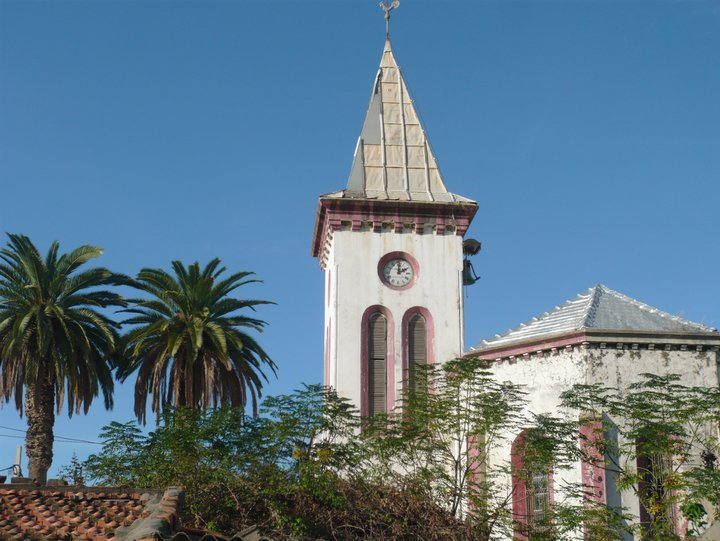
The church Taher.
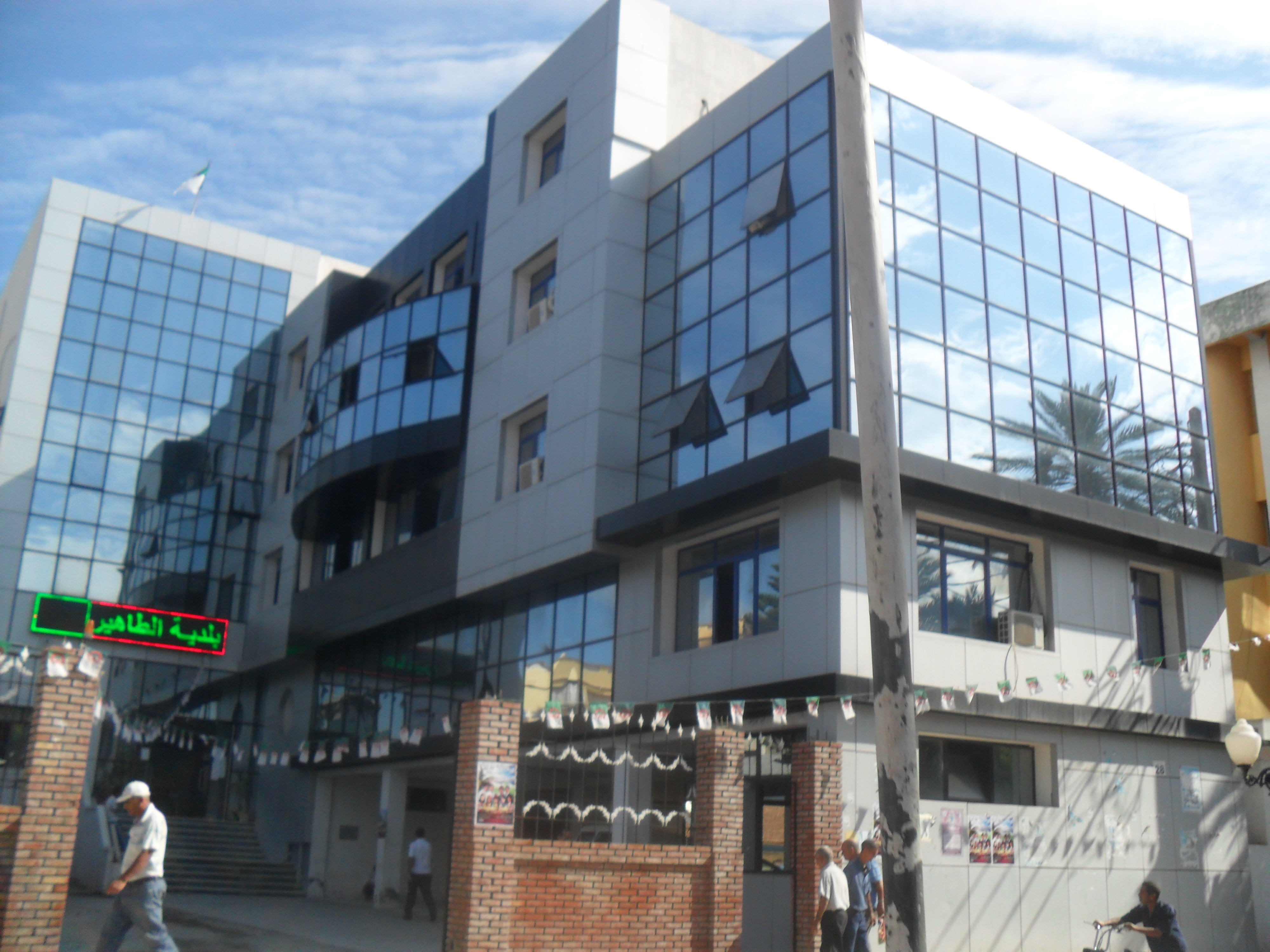

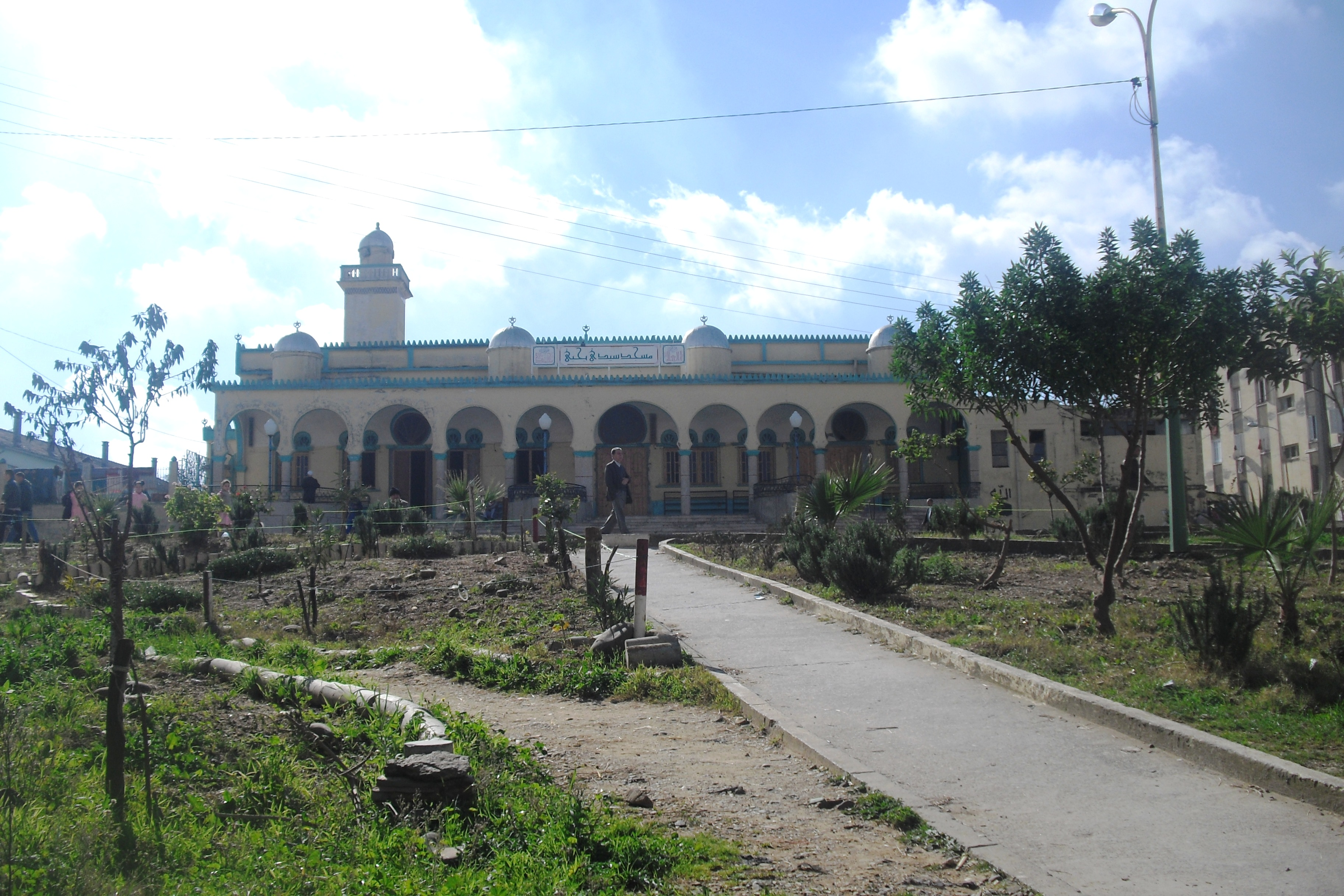
Sidi Yahia Mosque in downtown of Taher.
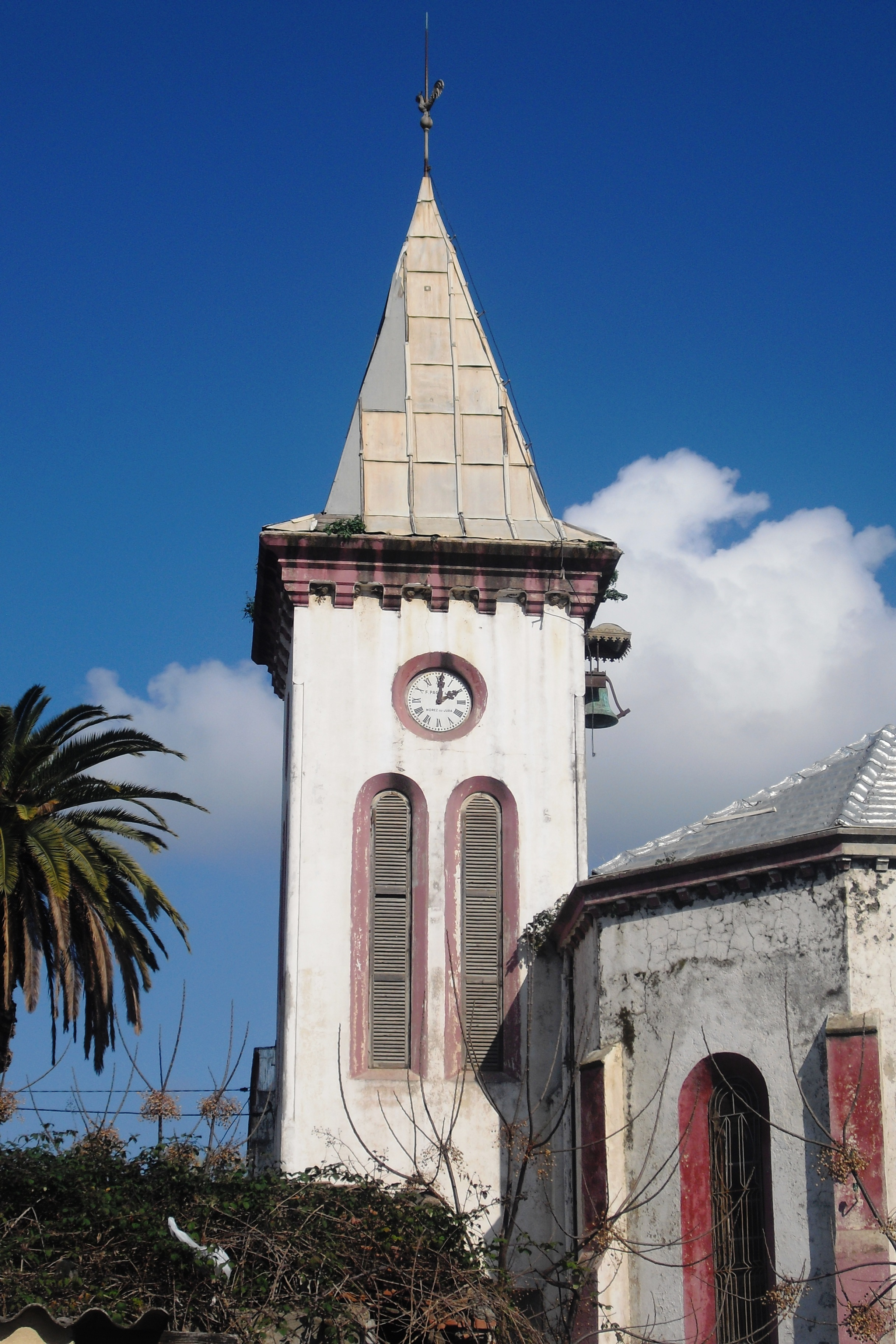
The church Taher (Downtown).